# Carlia rufilatus
Carlia rufilatus (райдужний сцинк червонобокий) — вид сцинкоподібних ящірок родини сцинкових (Scincidae). Ендемік Австралії.

## Поширення і екологія
Червонобокі райдужні сцинки мешкають на півночі Західної Австралії, в регіоні Кімберлі, та на північному сході Північної Території, на сході регіону Топ-Енд. Вони живуть в сезонно сухих рідколіссях, на берегах струмків і в кам'янистих ущелинах, зустрічаються в садах у передмістях Дарвіна.